# Siebenmühlental (Schönbuch)

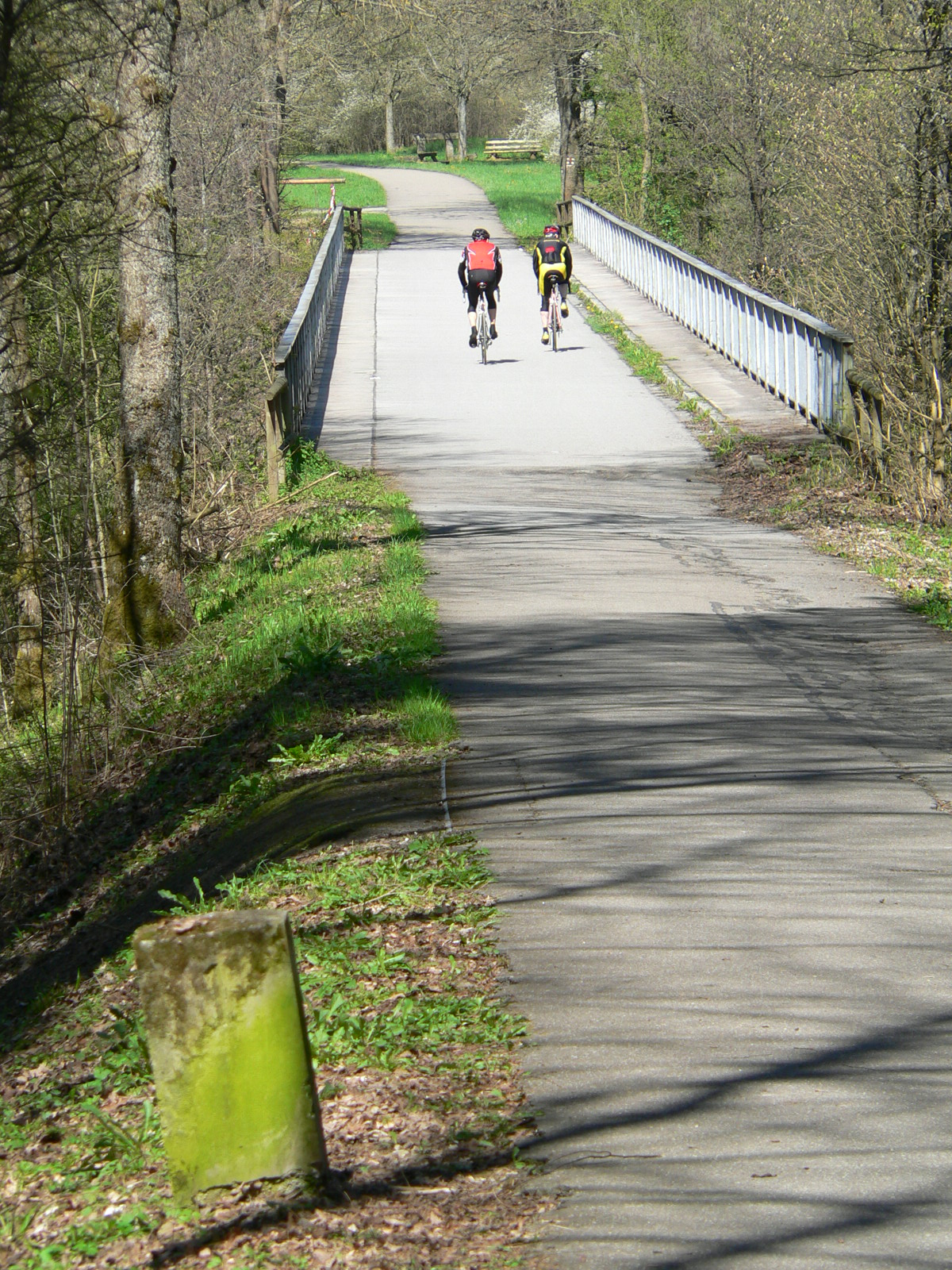
Bundeswanderweg

Das Siebenmühlental, früher Reichenbachtal genannt, ist das Tal des Reichenbachs zwischen Musberg, einem Stadtteil von Leinfelden-Echterdingen, und der Bachmündung am Ostrand des Stadtgebiets von Waldenbuch. Dem Taleinschnitt folgt ungefähr die Grenze zwischen dem Landkreis Böblingen zu seiner Rechten und dem Landkreis Esslingen zu seiner Linken.
Der heutige Name „Siebenmühlental“ bezieht sich auf die 1383 urkundlich als sieben mulin im Richenbach erwähnten Mühlen, zu denen später noch weitere hinzukamen, die alle der Reichenbach antrieb. Die Bezeichnung wurde während der 1930er Jahre aufgebracht im Bestreben, das Tal touristisch zu erschließen und zu vermarkten. Bis 2007 wurde in der Eselsmühle, als letzte der neun Getreidemühlen, noch gemahlen. In der Unteren Kleinmichelesmühle und der Burkhardtsmühle sind Sägewerke und Holzlager untergebracht.

## Geographische Lage
Das ungefähr südöstlich verlaufende Tal liegt im Teilraum Nördlicher Schönbuch des Naturraums Schönbuch und Glemswald. Es ist ab Musberg ungefähr zehn Kilometer lang. An die Mündung in die Aich grenzt von Süden her der Naturpark Schönbuch an.

## Historische Sehenswürdigkeiten
Im Siebenmühlental befinden sich heute die Gebäude von elf ehemaligen Getreidemühlen und Sägemühlen:
- ⊙ Obere Mühle – Landwirtschaft
- ⊙ Eselsmühle – Gastwirtschaft, Landwirtschaft, Mahlbetrieb, Bäckerei
- ⊙ Mäulesmühle – Theater, Gastwirtschaft, Museum, Vorführung Mühlrad
- ⊙ Seebruckenmühle
- ⊙ Schlechtsmühle – Landwirtschaft
- ⊙ Schlösslesmühle – Gastwirtschaft, Landwirtschaft
- ⊙ Walzenmühle – Landwirtschaft, Hofgut
- ⊙ Kochenmühle – Gastwirtschaft, Landwirtschaft
- ⊙ Obere Kleinmichelsmühle
- ⊙ Untere Kleinmichelsmühle – Sägewerk
- ⊙ Burkhardtsmühle – Gastwirtschaft, Sägewerk

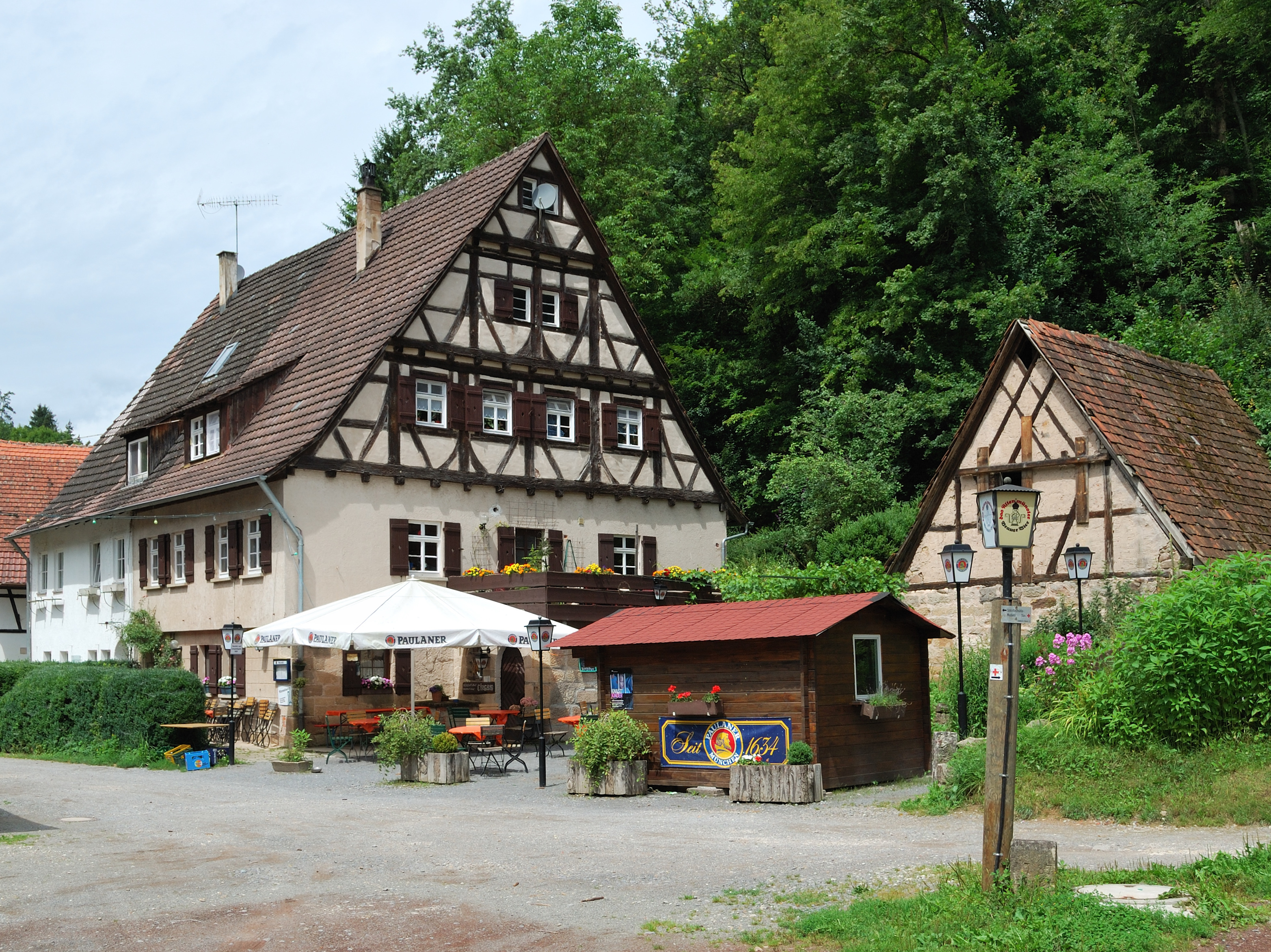
Kochenmühle
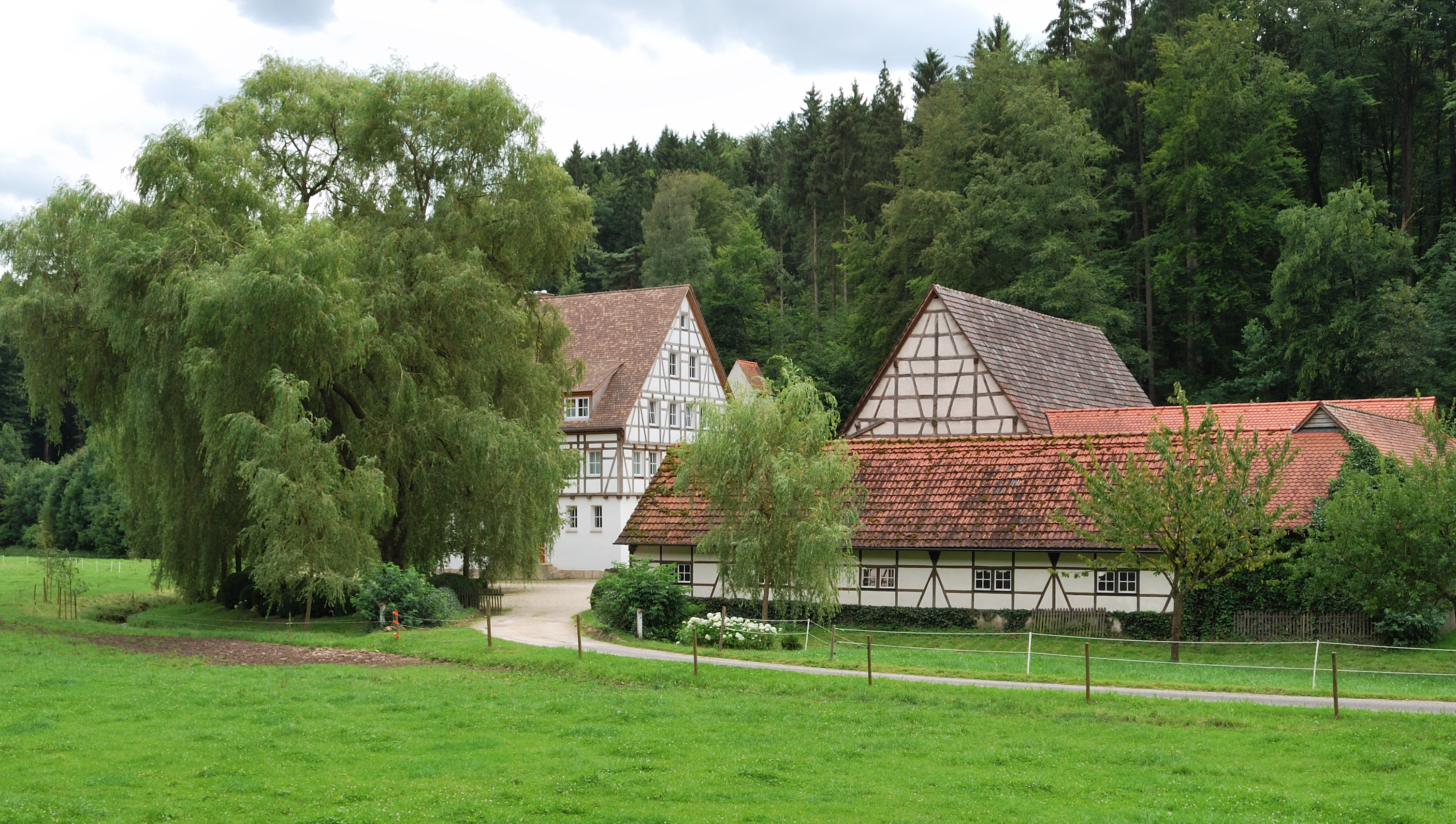
Schlechtsmühle
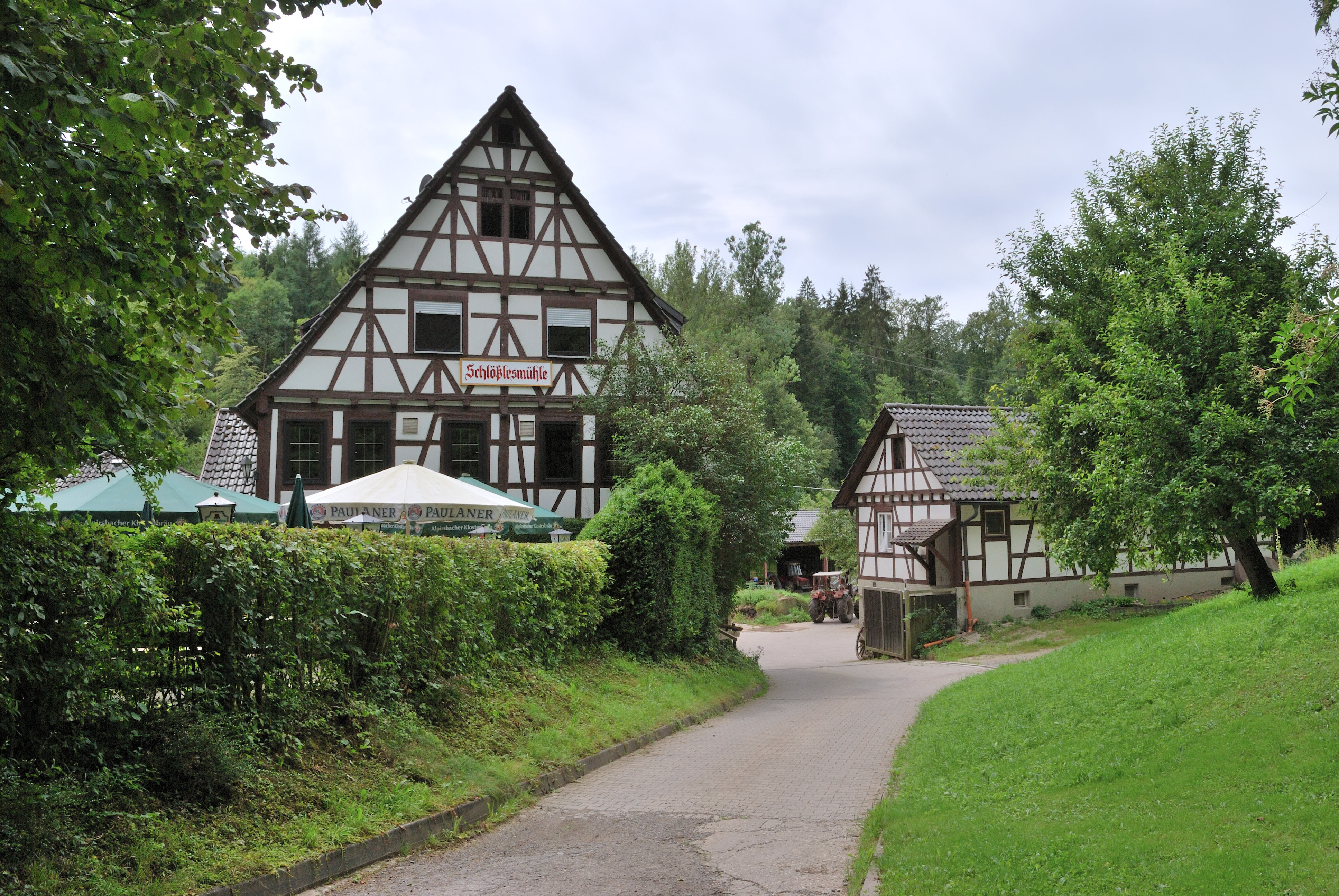
Schlösslesmühle

## Bundeswanderweg auf der ehemaligen Bahntrasse

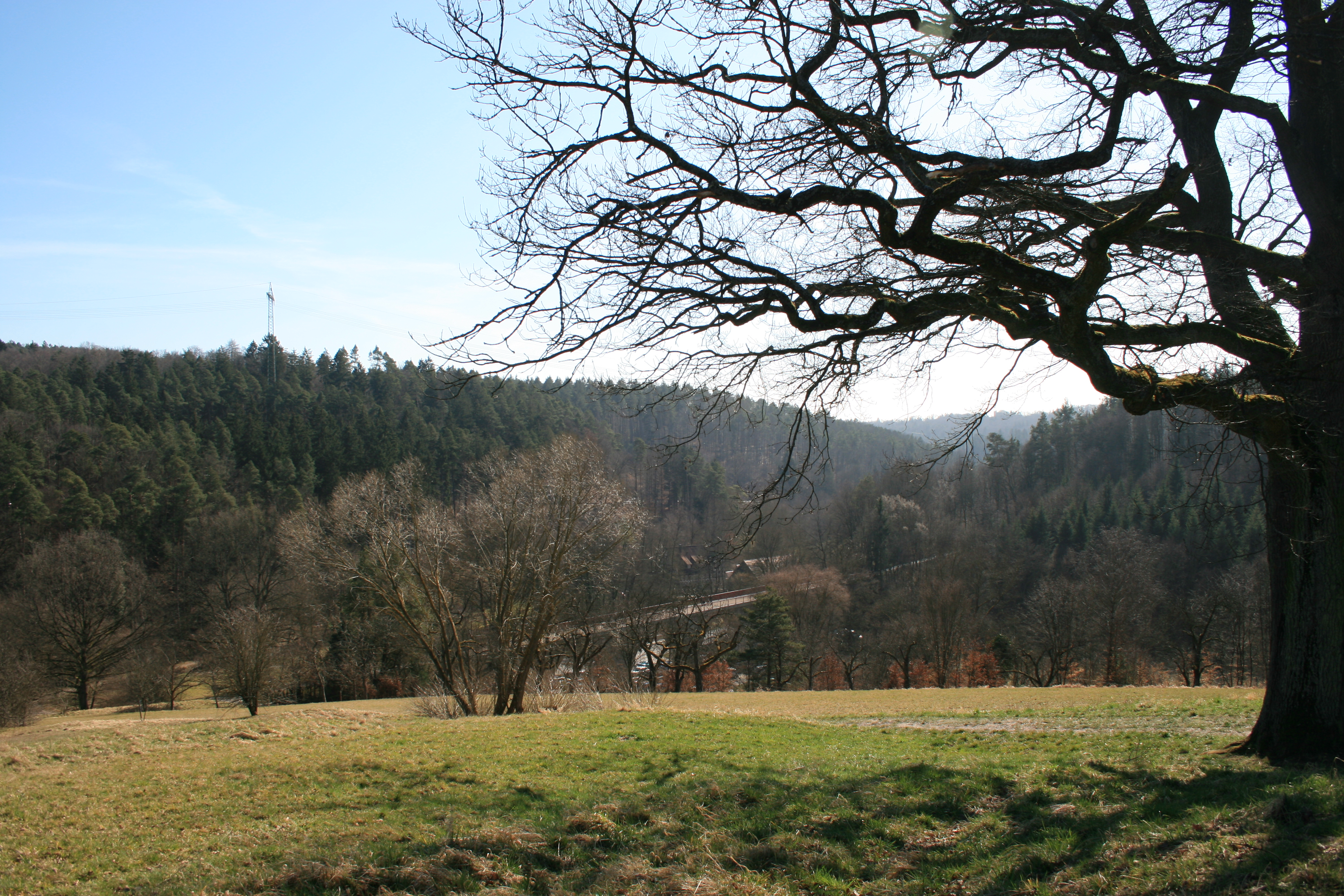
Blick vom Musberger Eichberg auf das Siebenmühlental und eine Brücke des Wanderwegs.

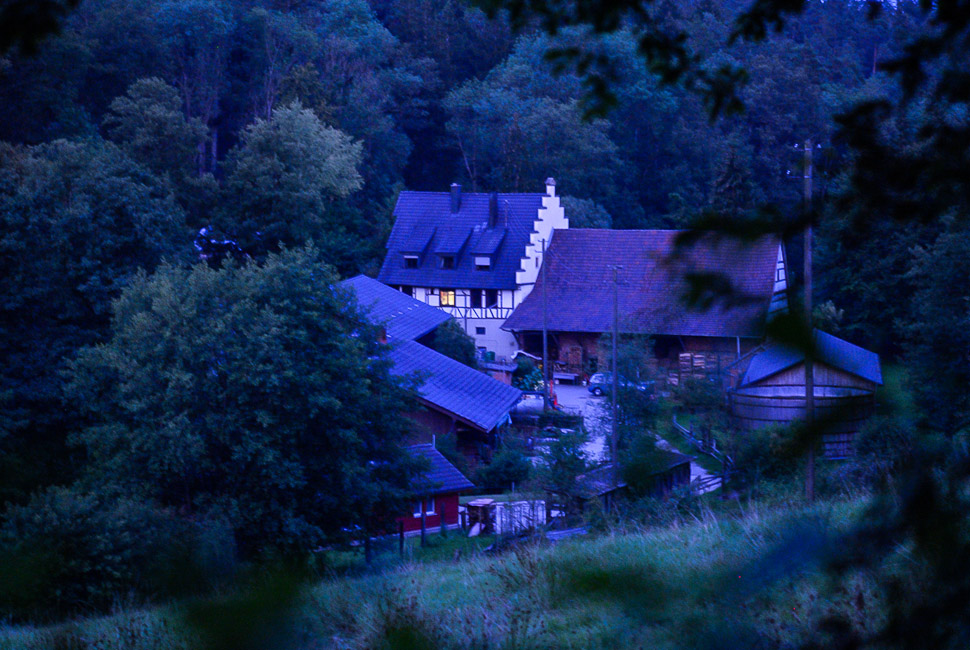
Schlößlesmühle in der Dämmerung

Die Siebenmühlentalbahn war eine normalspurige Nebenbahn, die von Stuttgart-Vaihingen über Leinfelden bis nach Waldenbuch durch das Siebenmühlental fuhr. Sie wurde am 23. Juni 1928 eröffnet und 1955/1956 stillgelegt. Auf dieser ehemaligen Eisenbahntrasse der Deutschen Reichsbahn verläuft heute ein asphaltierter, rund neun Kilometer langer Wanderweg, der sich nach wie vor im Eigentum des Bundes befindet und daher die ungewöhnliche Bezeichnung „Bundeswanderweg“ trägt.

## Naturschutzgebiet
Das Regierungspräsidium Stuttgart hat mit Verordnung vom 6. Oktober 2010 das Siebenmühlental als Naturschutzgebiet ausgewiesen. Das Naturschutzgebiet hat eine Fläche von 98,5 Hektar, davon befinden sich 52,6 Hektar im Landkreis Esslingen und 45,8 Hektar im Landkreis Böblingen. Das Tal bietet über 200 Pflanzenarten, 80 Vogelarten, 14 Reptilien- und Amphibienarten und über 50 Tag- und Nachtfalterarten Lebensraum.